# Adzhanovka
Adzhanovka (del ruso: Аджановка) es un jútor del raión de Primorsko-Ajtarsk del krai de Krasnodar en el sur de Rusia. Está situado 11 km al este de Primorsko-Ajtarsk y 117 km al noroeste de Krasnodar, la capital del krai. Tenía 213 habitantes en 2010.
Pertenece al municipio Novopokróvskoye.